# Costa Cruceros
Costa Crociere S.p.A. (que opera como Costa Cruceros en países hispanoparlantes) es una línea de cruceros italiana, con sede en Génova, Italia, propiedad de Carnival Corporation & plc con un historial de 75 años de actividad. La línea de cruceros atiende principalmente al mercado de cruceros italiano, pero los 10 barcos de la compañía, que navegan bajo bandera italiana, ofrecen itinerarios por países de todo el mundo.

## Historia del Grupo Costa Cruceros

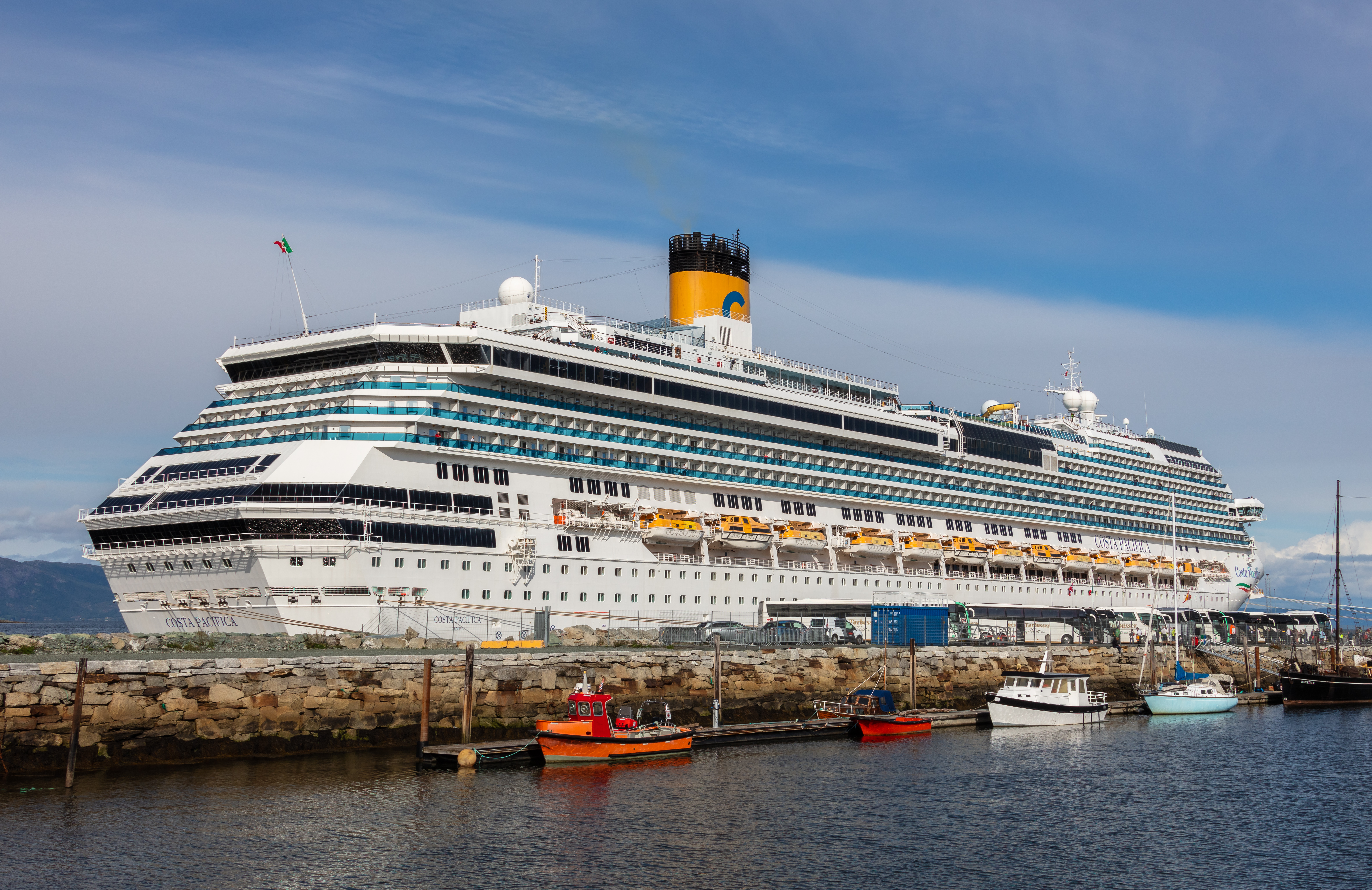
El Costa Pacifica en Trondheim, Noruega.

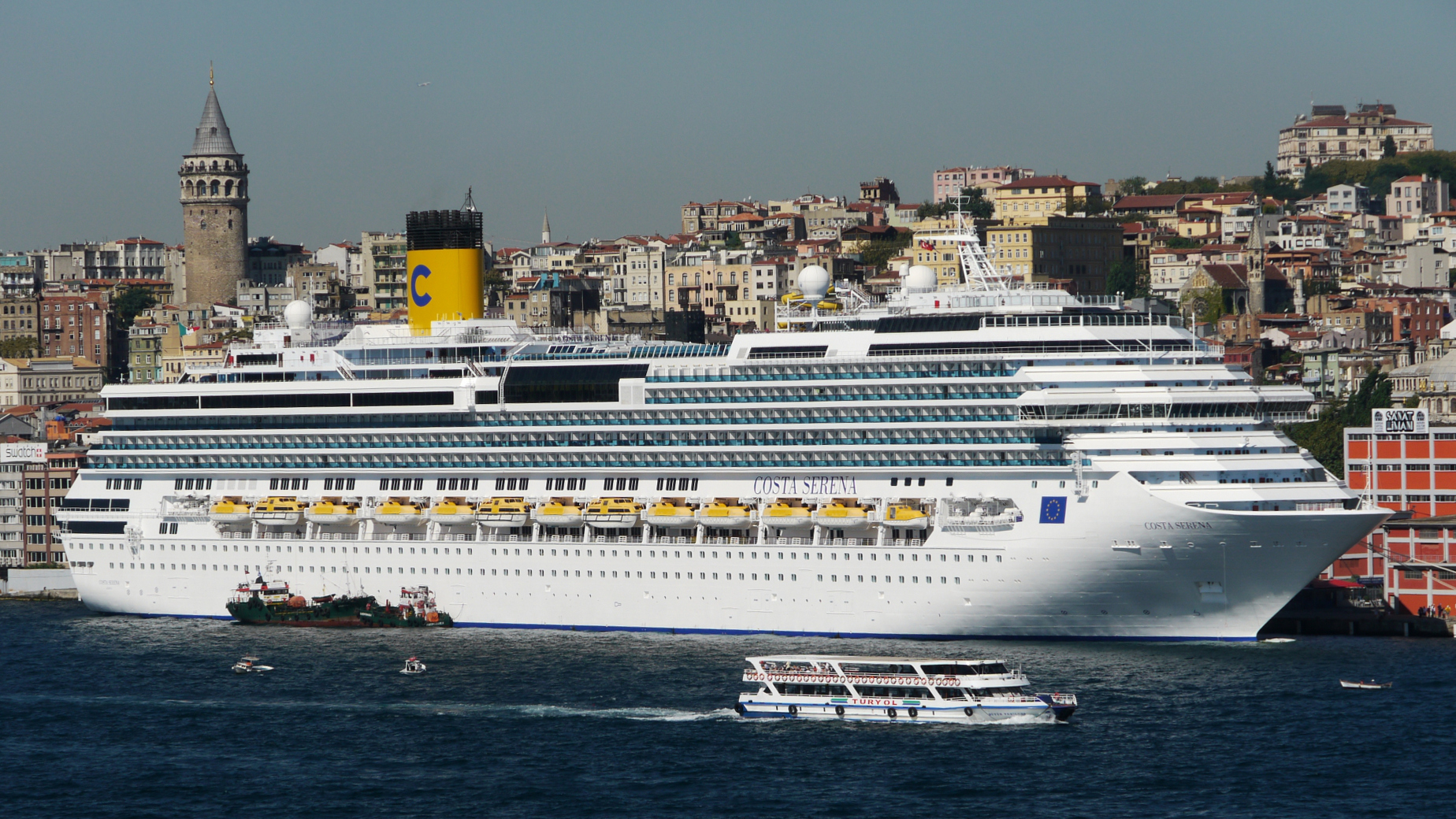
El Costa Serena en Estambul, Turquía.

Es el operador de cruceros N.º 1 en Europa. La empresa acaba de preciarse de sus sesenta años de historia y ha sido la primera compañía internacional autorizada para operar en China, con salidas regulares desde puertos chinos.
Costa posee en 2025 una flota de 10 barcos con capacidad para 44.887 pasajeros. Desde el año 2000 hasta el 2012, Costa habrá invertido un total de 5.500 millones de euros en barcos nuevos, de los cuales 4.500 en Italia.
En el año 2000, Costa Crociere ha alcanzado el objetivo de 1.100.000 huéspedes totales: una cifra histórica para la compañía y para la industria de cruceros europea.
Costa Crociere está certificada por RINA con el B.E.S.T. 4 (Business Excellence Sustainable Task), un sistema integrado de certificaciones voluntarias que atestigua el adecuamiento de la compañía a los estándares internacionales en materia de responsabilidad social (SA 8000), medioambiente (UNI EN ISO 14001), seguridad (OHSAS 18001) y calidad (UNI EN ISO 9001).
Costa Crociere es la primera compañía de cruceros del mundo en recibir la "Green Star" de RINA para toda su flota. Se trata de un importante reconocimiento en materia de respeto al medioambiente, lo que significa que el organismo RINA certifica que los barcos Costa respetan el medioambiente y contribuyen a mantener limpios el aire y el mar donde allí donde operan. El certificado "Green Star", de hecho, está basado en los más altos estándares en materia de protección medioambiental y prevención del deterioro marino, y es aún más estricto que los protocolos de la convención internacional Marpol.
Desde julio de 2005, Costa Crociere colabora con W.W.F. (World Wildlife Fund) Italia para la protección de tres de las más ecorregiones marinas más bellas y a la vez más amenazadas del planeta: el mar Mediterráneo, las Grandes Antillas y el Brasil nororiental. El objetivo común de esta colaboración es la protección y salvaguarda del mar. Costa Crociere se ha comprometido en la formación y educación de cada pasajero a bordo de nuestras naves. Además, Costa Crociere y sus huéspedes contribuirán económicamente al cuidado de estas tres ecorregiones a través de su colaboración con W.W.F.
En 2009, Costa Cruceros acogió en sus barcos aproximadamente 1.300.000 huéspedes, un récord histórico en Europa. 
En 2012, la flota de Costa contó con 14 barcos y una capacidad total de 45.000 huéspedes. Todas las naves son de bandera italiana y ofrecen 250 destinos diferentes cada año en el Mediterráneo, Norte de Europa, Caribe, América del Sur, Emiratos Árabes, Lejano Oriente y Océano Índico.
4 nuevos barcos entraron en servicio para el Grupo hasta 2012.
En la encuesta realizada en 2009 por Mediobanca, Costa Cruceros alcanzó la décima posición en cuanto a beneficios entre las 3.700 empresas italianas con una facturación de al menos 50 millones de euros durante el año fiscal previo. En el estudio “Global Reputation Pulse” realizado en 2010, Costa Cruceros se ha situado en el número 1 entre las compañías italianas de turismo y servicios. Los criterios seleccionados en este estudio (en términos de confianza, afinidad, etc) han sido realizados entre más de 600 empresas situadas en 32 países.
El 13 de enero de 2012, uno de sus cruceros, el Costa Concordia, encalló en las aguas de la Isla del Giglio, Italia. 32 pasajeros de los 4.229 pasajeros murieron. El 27 de febrero de 2012 se produjo un incendio en el Costa Allegra que lo dejó a la deriva en el océano Índico.
En febrero de 2018, Costa anunció su asociación con el club de fútbol italiano Juventus.
En 2020 debido a la Pandemia de COVID-19, Costa vendió barcos de su flota, incluidos el Costa Victoria y el Costa neoRomantica, para ayudar a reducir costes. También condujo a la disposición continua a largo plazo del Costa Magica y  el Costa Serena.
En diciembre de 2019, entró en servicio el Costa Smeralda y Costa Cruceros se convirtió en la segunda línea de cruceros en operar un crucero totalmente propulsado por gas natural licuado (GNL), después al AIDAnova de AIDA Cruises un año antes. Costa Smeralda se unió a su buque gemelo de GNL, Costa Toscana, en 2021.
En 2022, la empresa matriz Carnival Corp. anunció que transferiría barcos fuera de la flota para ayudar a equilibrar las capacidades generales de la flota debido al impacto de la pandemia de COVID-19 y la venta de numerosos barcos. Se anunció que el Costa Luminosa se transferiría a Carnival Cruise Line, el Costa Venezia y el Costa Firenze se unirán a Carnival Fleet bajo el nuevo concepto "Carnival Fun Italian Style" en 2023 y 2024 respectivamente.
En febrero de 2023, se anunció que el Costa Magica se había vendido a Seajets, una compañía de ferry grecochipriota.
El 31 de marzo de 2023 Costa Cruceros celebró su 75 aniversario.

## Flota actual
La flota de la compañía Costa Cruceros comprende los siguientes barcos:
| Barco           | Construcción | Años de servicio para Costa | Tonelaje          | Bandera | Observaciones/Casualidades/Información | Imagen |
| --------------- | ------------ | --------------------------- | ----------------- | ------- | --- | ------ |
| Costa Fortuna   | 2003         | 2003-presente               | 102.587 Toneladas | Italia  | Idéntico a Carnival Triumph y Carnival Victory. Dejará la compañía en 2026. |        |
| Costa Serena    | 2007         | 2007-presente               | 114.500 T         | Italia  | Buque exclusivo para el mercado asiático. |        |
| Costa Pacifica  | 2009         | 2009-presente               | 114.500 T         | Italia  | - |        |
| Costa Deliziosa | 2010         | 2010-presente               | 92.700 T          | Italia  | - |        |
| Costa Favolosa  | 2011         | 2011-presente               | 114.500 T         | Italia  | - |        |
| Costa Fascinosa | 2012         | 2012-presente               | 114.500 T         | Italia  | Inauguración el día 6 de mayo de 2012. |        |
| Costa Diadema   | 2014         | 2014-presente               | 133.019 T         | Italia  | Barco de la clase Dream modificado. |        |
| Costa Smeralda  | 2018         | 2019-presente               | 185.010 T         | Italia  | Será el barco más grande jamás construido para Costa Cruceros. Segundo en el mercado de cruceros en utilizar el GNL (Gas Natural Licuado), el combustible fósil más limpio del mundo, que generará el 100% de su energía, tanto en puerto como en mar abierto.                                 |        |
| Costa Toscana   | 2019         | 2022-presente               | 185.010 T         | Italia  | Buque gemelo del Costa Smeralda. También su combustible es de GNL. Ambientado en lo mejor del arte italiano. Su viaje inaugural fue el 7 de marzo de 2022 desde Savona, Italia. El buque fue bautizado en el puerto de Barcelona el 16 de junio del 2022, teniendo de madrina a Chanel Terrero |        |

### Nuevos barcos
Para los años 2019 y 2021 se construyeron cuatro nuevos buques de nueva construcción para la compañía naviera Costa Cruceros. Dos de ellos de 183.200 toneladas, que se construirán en Meyer Turku, Finlandia. El primero fue el Costa Smeralda que opera  desde el 21 de diciembre de 2019 (su viaje inaugural ha sido cancelado 2 veces, ya que el astillero donde se construyó estuvo con retrasos operativos), pesa un total de 180.000 toneladas y contará con más de 2.600 camarotes para un total de unos 6.600 pasajeros. Un segundo barco, idéntico al Costa Smeralda, fue entregado por el astillero Meyer de Turku en diciembre de 2021, el Costa Toscana ambientado en el arte italiano, el cual su ceremonia del primer corte de acero se llevó a cabo el 30 de julio de 2019. Los dos barcos son de la nueva clase de cruceros llamada clase Excellence y que también ha construido cruceros para Carnival Cruise Line y AIDA Cruises.
Dos buques más se  construyeron en Fincantieri, Italia en 2019  y 2020. Estos tienen un tonelaje de 135.000tn y son modificaciones de la clase Vista de Carnival Cruise Line. El primer buque de esta clase es el Costa Venezia  de 135.500 toneladas, ofreciendo 2.116 cabinas para un total de 5.260 pasajeros. El diseño del barco estará dedicado a la ciudad de Venecia. Este barco fue transferido a Carnival, y opera bajo esta marca en otros mercados. 
El 6 de mayo de 2019 se nombró oficialmente el nombre del segundo barco, el Costa Firenze, ambientado en la ciudad de Florencia. Estos buques serán exclusivos para el mercado chino.
El 30 de julio de 2019 se nombró oficialmente el nombre del segundo barco, el Costa Toscana, ambientado en lo mejor del arte Italiano.

### Flota cancelada
| Barco             | Fecha | Bandera prevista | Notas |
| ----------------- | ----- | ---------------- | --- |
| Costa Olympia     | 1993  | Italia           | Ordenado por Costa Cruceros como gemelo del MS Costa Victoria, su casco fue vendido durante su construcción a Norwegian Cruise Line y renombrado Norwegian Sky a causa de los problemas financieros del astillero. Por eso, esta nave y el Costa Victoria son casi idénticos.                              |
| Costa Hermosa     | 2008  | Italia           | Ordenado por Costa Cruceros como un buque de la clase Concordia, fue trasladado durante su construcción a Carnival Cruise Lines y renombrado Carnival Splendor. Este barco iba a volver en 2016 a Costa Cruceros como Costa Hermosa por el accidente del Costa Concordia pero este proyecto fue cancelado. |
| Costa Celebration | 2014  | Portugal         | Transferido desde Iberocruceros como Grand Celebration. Dado de baja antes de su estreno y vendido a Bahamas Paradise Cruise Line como MV Grand Celebration a finales de 2014. |

### Antigua flota

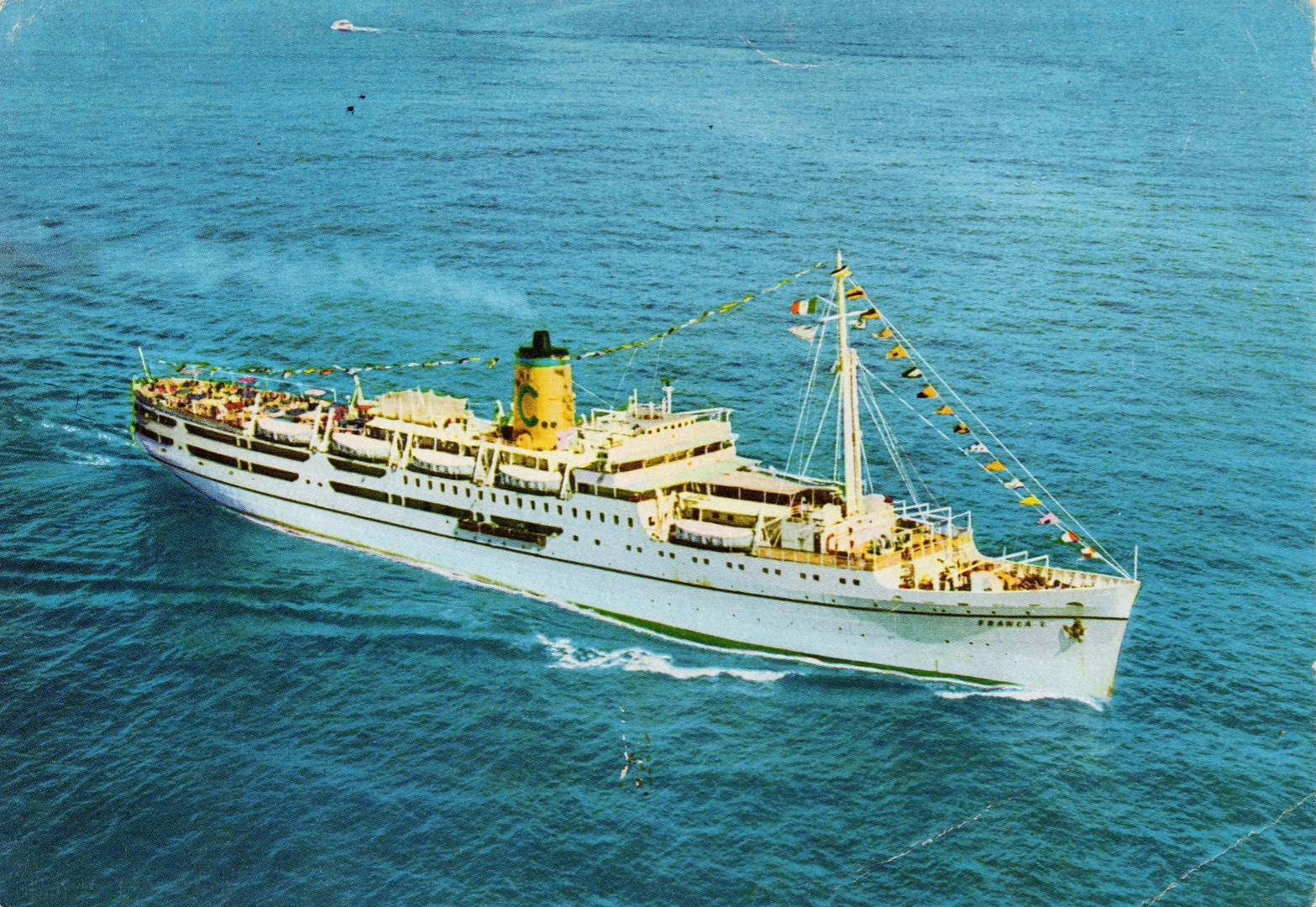
Franca C

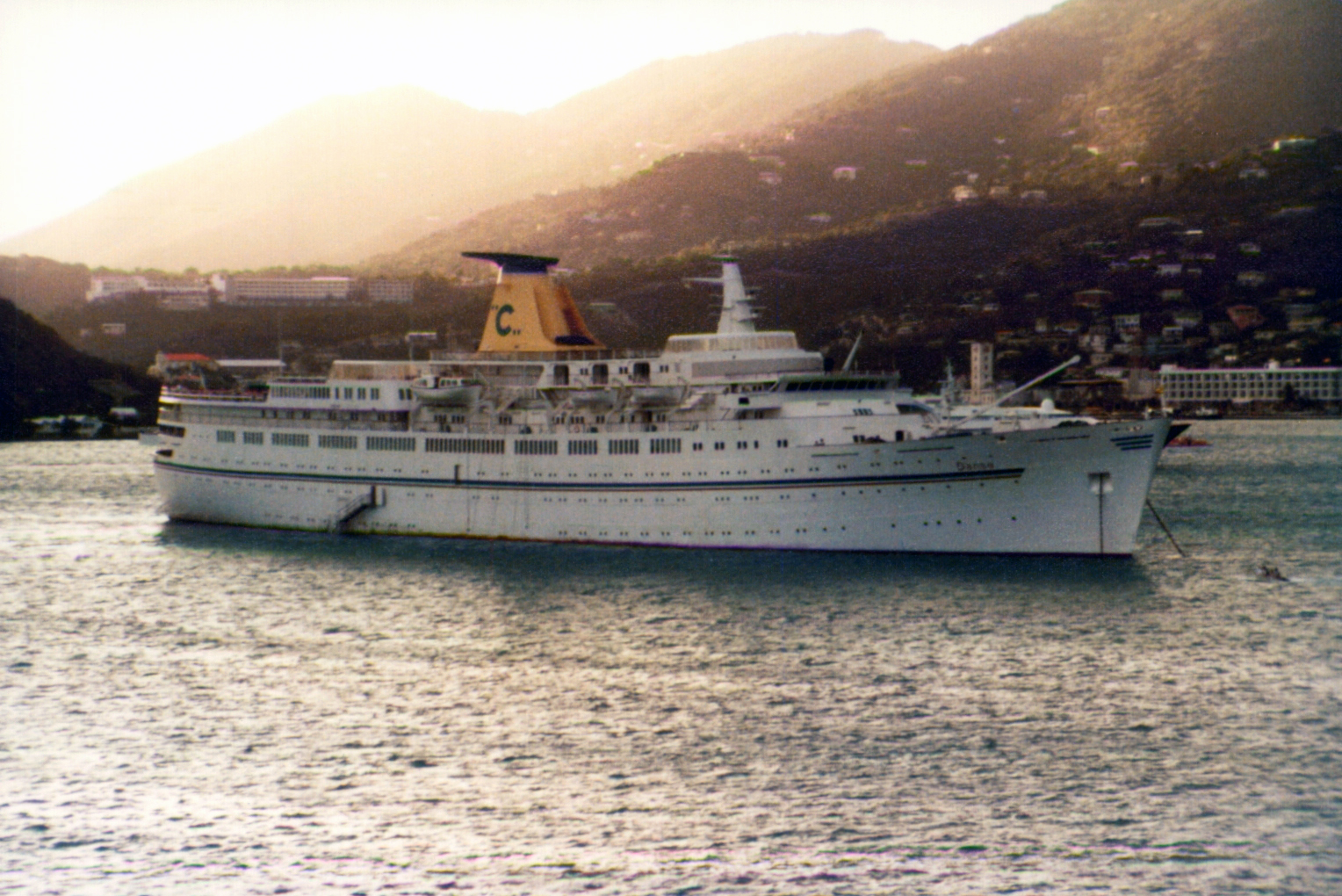
Danae C

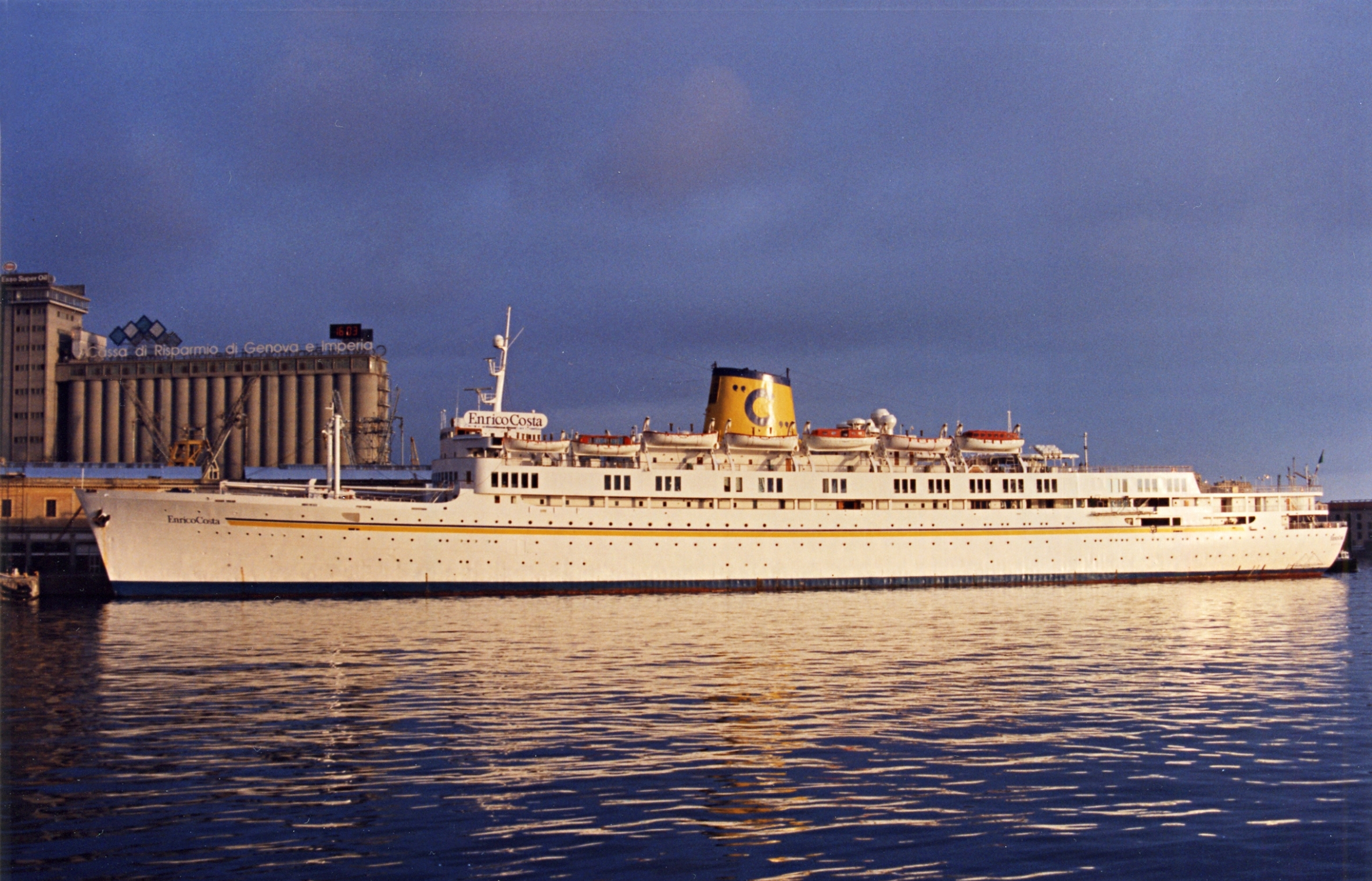
Enrico Costa

- Anna Costa (1948–1981) fue el primer barco de Costa Crociere
- Andrea Costa (1948–1981)
- Luisa Costa (1947–1951)
- Maria Costa (1947–1953)
- Franca Costa (1952–1977)
- Flavia Costa (1968–1982)
- Federico Costa (1958–1983)
- Fulvia Costa (1969–1970)
- Giovanna Costa (1947–1953)
- Italia (1974–1983)
- Bianca Costa (1959–1961)
- Carla Costa (1967–1985, 1986–1992)
- Columbus Costa (1981–1984) Se hundió en el puerto de Cádiz tras chocar con un espigón.
- Danae (1979–1992)
- Daphne (1979–1997)
- Enrico Costa (1965–1994)
- Eugenio Costa (1966–1996)
- Costa Riviera (1981–2002)
- Costa Playa (1995–1998) Antes se planeaba llamar "Costa Sirena" pero un año después, se cambió a "Costa Playa"
- Costa Tropicale (2001–2005)
- Costa Europa (2002–2010) Vendido a Thomsom Cruises  (actual Marella Cruises) como "Thomsom Dream" tras el violento choque del barco contra el muelle de un puerto de Egipto, con un saldo de tres muertos y varios heridos.
- Costa Marina (1988–2011) Vendido a Korea's Harmony Cruise como "Harmony Princess".
- Costa Concordia (2006-2012) Siniestrado en la Isla del Giglio (Italia) el 13 de enero de 2012.
- Costa Allegra (1989-2012) Incendio en los generadores el 27 de febrero de 2012, haciendo ir al barco a la deriva. Fue desguazado semanas más tarde.
- Costa Voyager (2011-2013) Procedente de Ibero Cruceros como "Grand Voyager". Rebautizado Chinese Taishan.
- Costa neoClasica (1991-2018) Vendido a Bahamas Paradise Cruise Line como "Grand Clasica".
- Costa neoRiviera (2013-2019) Vendido a la subsidiaria AIDA Cruises como "AIDAmira" de 2019 a 2022. En el verano de 2023 empezará su nueva etapa como "Ambition" en la recién fundada naviera británica Ambassador Cruise Line.
- Costa Atlantica (2000-2020) Transferido a CSSC Carnival Cruise Shipping.
- Costa Victoria (1994-2020) Vendido a los astilleros del grupo Saint Giorgio del Porto  tras la crisis del COVID-19. Ya está desguazado. Fue utilizado para el plan de renovación de la flota de Carnival Corporation.
- Costa Mediterranea (2003-2021) Transferido a CSSC Carnival Cruise Shipping. Se informó que fue entregado en octubre de 2021.
- Costa neoRomantica  (1993-2020) Vendido a la naviera Griega Celestyal Cruises como ''Celestyal Experience'' en agosto de 2020. En 2021, Celestyal Cruises decidió vender el buque sin empezar su servicio en la empresa. Desafortunadamente su destino final fue a Gadani Ship Breaking Yard en Pakistán para realizar su desguace. Fue varado el 3 de diciembre de 2021.
- Costa Magica (2004-2023) El Costa Magica está programado para ser transferido a Carnival Cruise Line a mediados de 2023.
- Costa Luminosa (2009–2022) Transferido a Carnival Cruise Line en septiembre de 2022 y pasa a llamarse Carnival Luminosa.
- Costa Venezia (2019-2023) Transferido a Carnival Cruiser Line en mayo de 2023 y pasa a llamarse Carnival Venezia.
- Costa Firenze (2020-2024) Transferido a Carnival Cruiser Line en 2024 y pasa a llamarse Carnival Firenze.

### Buques perdidos
| Barco           | Construcción | Años de servicio para Costa | Tonelaje   | Bandera | Observaciones                                                                                    |
| --------------- | ------------ | --------------------------- | ---------- | ------- | ------------------------------------------------------------------------------------------------ |
| Costa Concordia | 2006         | 2006 - 2012                 | 112,000 GT | Italia  | Accidente del Costa Concordia: siniestrado en la Isla del Giglio (Italia) el 13 de enero de 2012 |

### Itinerarios

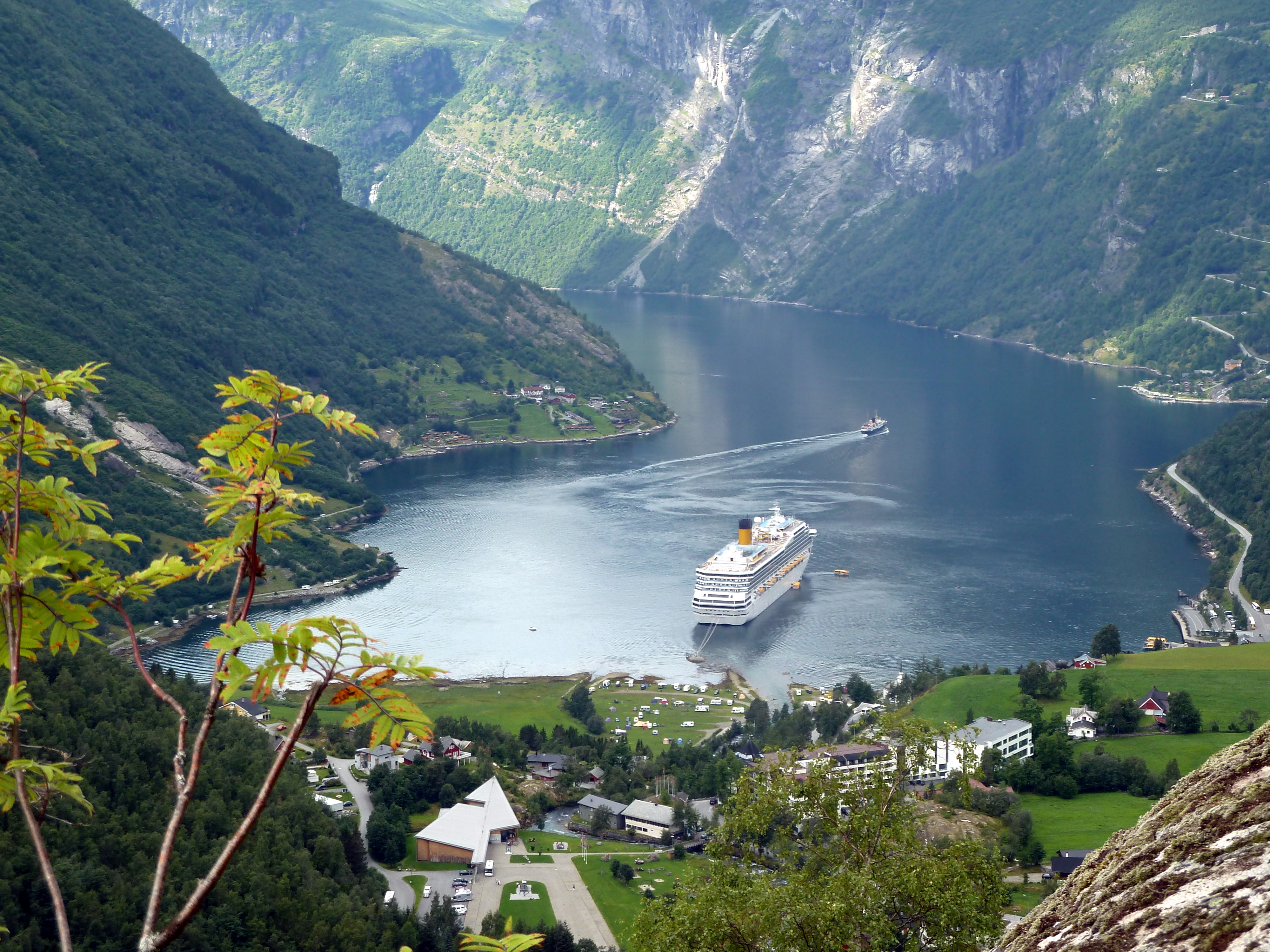
Costa Luminosa en Geirangerfjord.

Cada año, los barcos de Costa ofrecen la posibilidad de visitar 250 destinos mediante más de 100 itinerarios diferentes. Existen más de 1.100 excursiones para elegir, incluyendo 240 propuestas ecoturísticas. Estas excursiones especiales incluyen visitas a parques naturales, oasis y reservas naturales, siguiendo estrictas medidas de bajo impacto ambiental, que a su vez proveen beneficios en los países visitados, conservan el medio ambiente y mejoran el bienestar de los habitantes locales.
Costa Crociere ha sido el primer operador en introducir cruceros regulares en China y Lejano Oriente, Dubái y Emiratos, así como en el Océano Índico.
Costa ofrece en el Mediterráneo cruceros durante todo el año, mientras que los cruceros por el Norte de Europa operan solamente en verano (De mayo a septiembre).

-Programación de Costa para verano de 2023:
-Mediterráneo Occidental: Destinos como Barcelona, Valencia, Palma de Mallorca, Ibiza, Marsella, Génova, Roma, Nápoles, Catania, Palermo, Mesina, entre otros.   
Barcos que operan en la zona: Costa Toscana, Costa Smeralda, Costa Firenze.
-Mediterráneo Oriental: Destinos como Venecia, Bari, Kotor, Dubrovnik, Split, Atenas, Santorini, Miconos, Creta, Rodas, Estambul, entre otros.
Barcos que operan en la zona: Costa Deliziosa, Costa Venezia, Costa Pacifica.
-Norte de Europa: Kiel, Warnemünde, Copenhague, Bergen, Cabo Norte, Reikiavik, Southampton,Liverpool, Belfast, Estocolmo, Tallin, San Petersburgo y muchos más.
Barcos que operan en la zona: Costa Diadema, Costa Fascinosa, Costa Favolosa, Costa Fortuna.
-Vueltas al mundo:
-El Costa Luminosa se encargó de dar la vuelta al mundo, y las dio septiembre de 2015 y 2016, en enero de 2016, 2017, 2018 y en 2019 fue la última vez que lo hizo.
-El Costa Atlántica fue el primer buque en ofrecer una vuelta completa al mundo exclusiva para el mercado asiático, saliendo desde Shanghái en marzo de 2015.
-El Costa Deliziosa es actualmente el encargado de dar la vuelta al mundo con Costa Cruceros, lo hizo el 5 de enero de 2020, partiendo desde Italia, pero en los inicios de la Pandemia de COVID-19 lo interrumpió a medias. Los recorridos de  2021 y 2022 tuvieron que ser suspendidos. Se reanudaron el 6 de enero de 2023 desde Venecia, con una travesía con duración de 128 días.

## Subsidiarias

### Aida Cruises
Es la primera compañía del mercado alemán.
Los barcos de AIDA actualmente en servicio son 12 con una capacidad total de cerca de 26.560 pasajeros.
Otros 2 barcos con una capacidad de 5.200 huéspedes se encargarán en 2018 y 2021 a los astilleros Meyer Werft en Alemania. 
Los barcos de AIDA están comercializados en países de habla alemana, que se caracterizan por un estilo joven y un servicio informal.

### Antiguas subsidiarias

#### Ibero Cruceros
Es una marca de Costa Crociere creada en septiembre de 2007 para operar exclusivamente en el mercado español, en los meses de noviembre llegaban a América del Sur (Argentina, Uruguay y Brasil) donde prestaban servicio las tres naves hasta el mes de marzo-abril. Se disolvió a finales de 2014 tras vender su flota.